# Ullranunkel
Ullranunkel (Ranunculus illyricus) är en växtart i familjen ranunkelväxter.

## Externa länkar

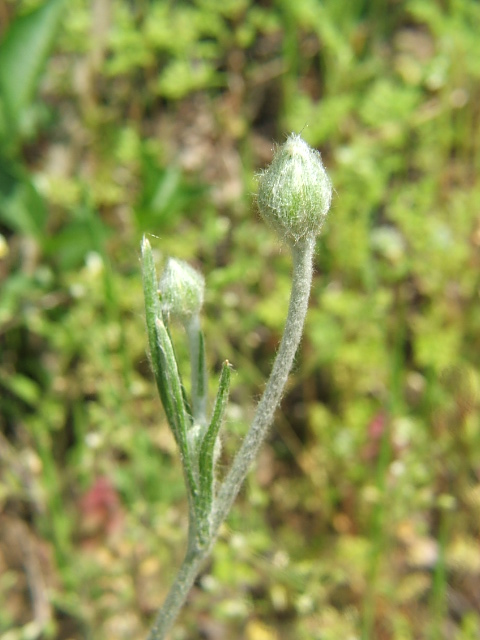
Här syns ullen på knopp och stjälk.